# Гродков
Гро̀дков или Гро̀дкув (на полски: Grodków; на немски: Grottkau) е град в Южна Полша, Ополско войводство, Бжегски окръг. Административен център е на градско-селската Гродковска община. Заема площ от 9,88 км2.

## Население
Според данни от полската Централна статистическа служба, към 31 декември 2013 г. населението на града възлиза на 8 871 души. Гъстотата е 898 души/км2.